# Quintus Junius Rusticus

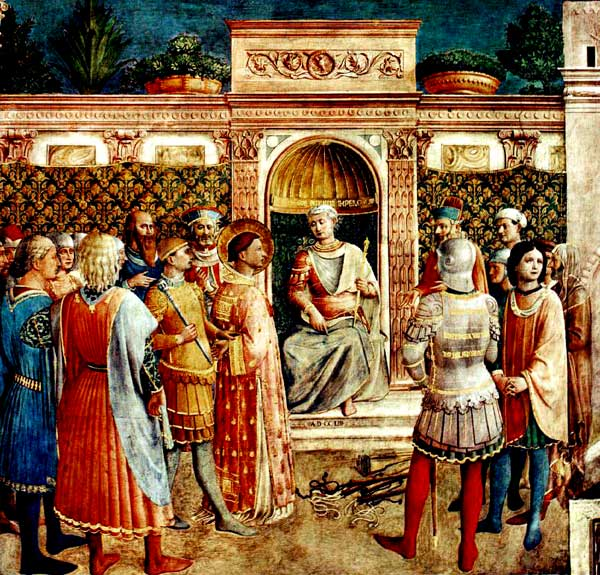
Junius Rusticus presideert over de berechting van Justinus de Martelaar.

Quintus Junius Rusticus (ca. 100 - ca. 170) was een van de leraren van keizer Marcus Aurelius en een van de vooraanstaandste stoïcijnse filosofen van zijn tijd. Marcus Aurelius sprak over hem met het grootste respect. Hij was waarschijnlijk een kleinzoon van Arulenus Rusticus.
Rusticus bekleedde in 133 het ambt van consul suffectus en in 162 dat van consul ordinarius. In de periode van 162 tot 168 diende hij als stedelijk prefect van Rome. In deze rol is hij met name bekend door zijn voorzitterschap bij de berechting van de christelijke theoloog Justinus de Martelaar. Dit proces eindigde in de veroordeling en executie van Justinus. 